# أم الأرانب
مدينة أم الأرانب هي إحدى المدن الواقعة في جنوب ليبيا، ضمن إقليم فزان، وتتبع إداريًا بلدية مرزق أو أحيانًا تُذكر ضمن نطاق بلدية سبها بحسب التقسيمات الإدارية المختلفة. تقع المدينة في منطقة صحراوية وتُعد من الواحات المهمة في الجنوب الليبي.

### أحداث
خلال الحرب العالمية الثانية، احتلتها القوات الفرنسية الحرة في يناير 1943  .
شهدت في العصر الحديث صراعات بين التبو وعصابات تشادية، خاصة في 2017 و2018، ما أدى إلى مواجهات مسلحة بحضور ميليشيات محلية وتدخلات خارجية عدة  .
في 2018-2019 وقعت فيها ضربات جوية لطائرات مرتبطة بقوات حفتر، مما أسفر عن قتلى مدنيين واستنكار من المجتمع المحلي  .